# Улица Коцебу
У́лица Коцебу́ (эст. Kotzebue tänav) — улица в Таллине, столице Эстонии. 

## География
Пролегает в микрорайоне Каламая городского района Пыхья-Таллинн. Начинается от перекрёстка бульвара Пыхья с улицей Сууртюки, идёт на запад и юго-запад, пересекается с улицей Вана-Каламая и заканчивается y перекрёстка улиц Вабрику и Копли. До перекрёстка с улицей Вана-Каламая имеет одностороннее движение.
Протяжённость улицы — 463 м.

## История
Улица названа в честь писателя Августа фон Коцебу и его потомков (в частности, сына, мореплавателя Отто Коцебу), чья вилла и земельные владения находились на данной территории. Точное время постройки улицы неизвестно, но на карте 1879 года, составленной городским землемером Иоганном Фридрихом Эйрихом, уже показана более старая её часть.
В конце XIX века — начале XX века улица называлась Коцебусская улица, также Коцебуская улица (эст. Kotzebu tänav; Kotsebue tänav, нем. Kotzeboestraße; Kotzebuestraße).
25 мая 1939 года улица Коцебу была объединена с улицей Сууртюки. С 22 апреля 1960 года по 2 августа 1990 года объединённая улица носила имя революционного деятеля Эстонии Йоханнеса Кясперта· Название улицы Сууртуки было восстановлено 2 июля 1987 года, улица Коцебу была выделена из неё 3 августа 1990 года. 
Общественный транспорт по улице не курсирует.

## Застройка

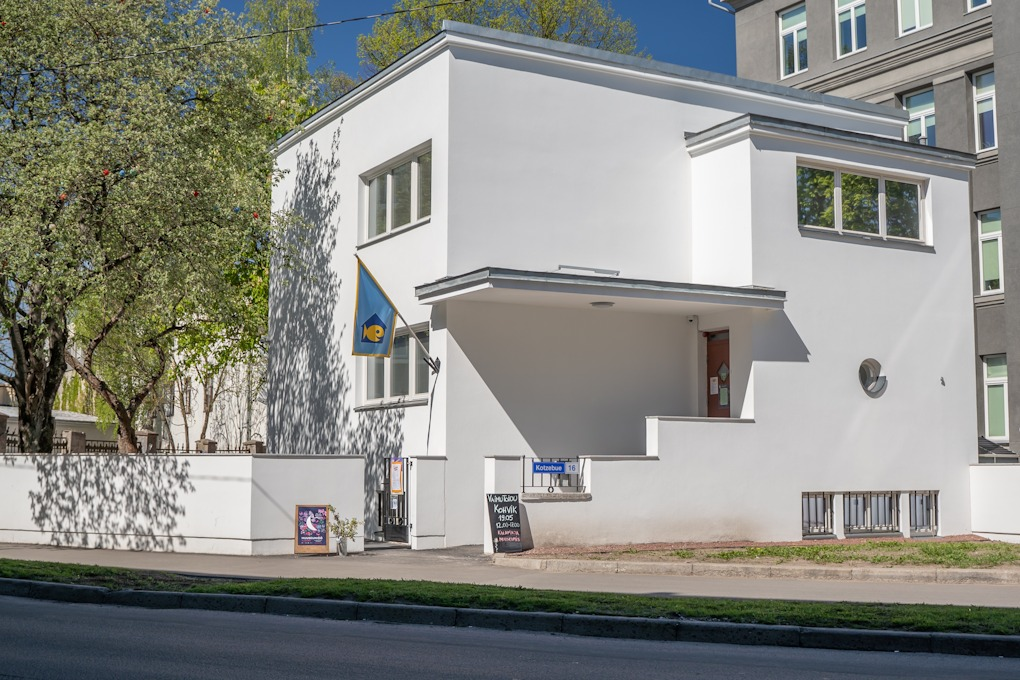
Дом 16. Музей Каламая

До 2000-х годов застройка улицы состояла в основном из строений конца XIX — первой половины XX века. В 1954 году был построен четырёхэтажный квартирный дом № 20 в стиле сталинской архитектуры, в 1959 году — пятиэтажный квартирный дом № 9. В 2005 году возведён четырёхэтажный жилой дом № 13, в 2006 году — шестиэтажный офисно-жилой дом № 27, в 2014 году — шестиэтажный квартирный дом № 33 с торговыми площадями на первом этаже.
Грунт по адресу Kotzebue tn 14 (ранее Käsperti tn 24) после Второй мировой войны был не застроен. В 1971 году по заказу ЦК КП Эстонии был подготовлен проект административного здания Калининского райкома партии города Таллина. Стоимость строительства оценивалась в 314 000 рублей. Автором архитектурной части проекта была Эло-Лийс Тоомик (Elo-Liis Toomik). В 2018 году пятиэтажное здание было реконструировано; в нём возвели 19 квартир, помещения для пяти офисов и ресторана, крытую парковку и кладовки. Большая часть внешнего вида нового здания, названного «Дом Отто» («Otto Maja»), датируется 2002 годом, когда оно было впервые реконструировано по заказу Налогового департамента. В 2002—2011 годах в здании работал Таллинский налоговый департамент для физических лиц.

## Учреждения

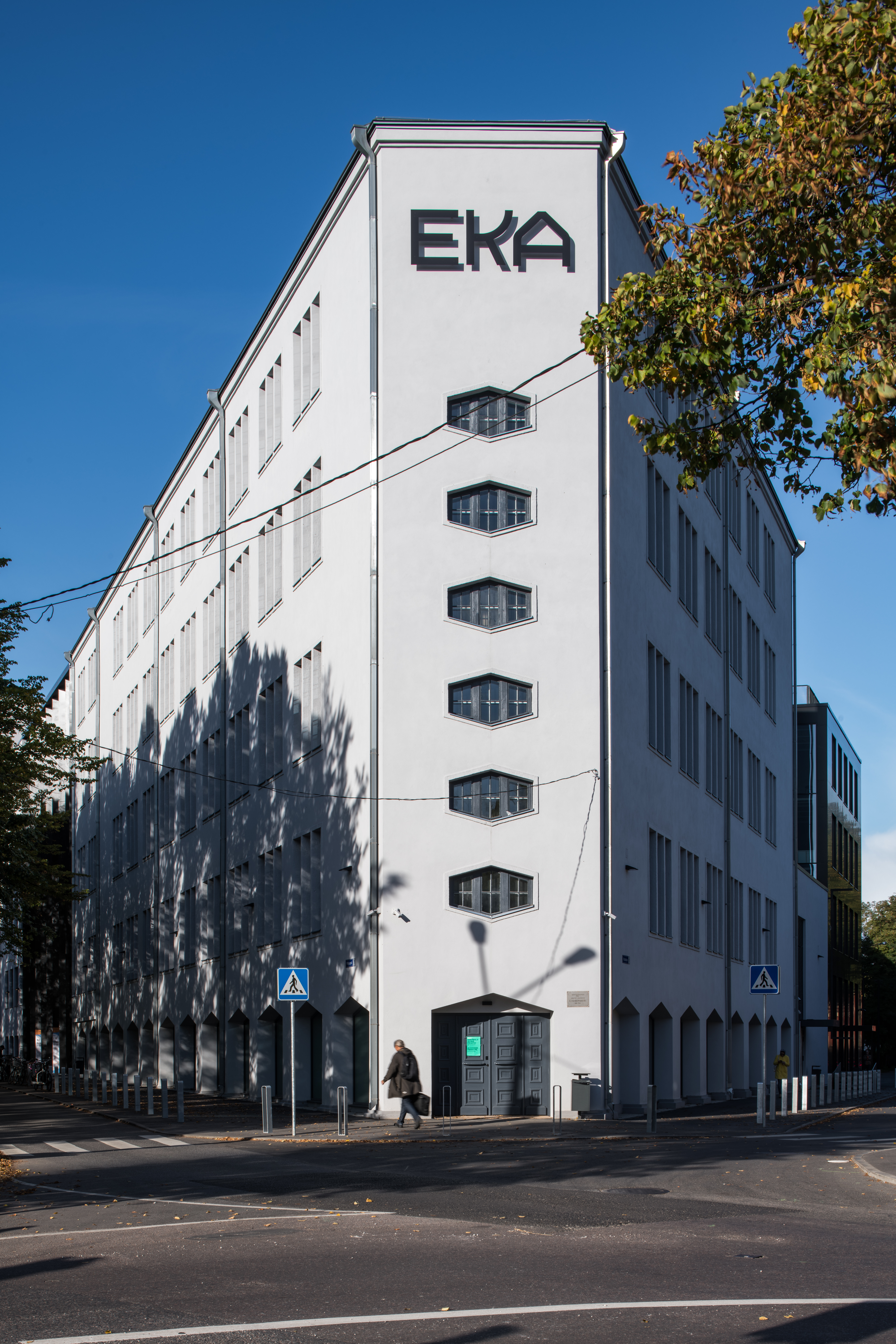
Главное здание Эстонской академии художеств, Põhja pst 7 / Kotzebue tn 1

- Põhja pst 7 / Kotzebue 1 — главное здание Эстонской академии художеств;
- Kotzebue tn 9 — библиотека Каламая, филиал Таллинской центральной библиотеки;
- Kotzebue tn 16 — музей Каламая, филиал Таллинского городского музея, ранее — Детский музей. Двухэтажное каменное здание построено в 1932–1934 годах по проекту архитектора Герберта Йохансона[эст.] в качестве жилого дома для инженера, профессора Таллинского Техникума[эст.] Ханса Эйнберга[эст.] и его семьи[9].

## Памятник архитектуры
- Põhja pst 7 / Kotzebue tn 1 — заводское здание

Выдающийся образец творчества архитектора Эугена Хаберманна. Здание построено в характерном для конца 1920-х годов стиле функционализма, с экспрессионистскими акцентами. Это монументальное здание трикотажной фабрики «Рауаниит» (будущей текстильной фабрики «Пунане Койт»)  было построено в 1926 году и до сих пор доминирует над всем окружающим его районом. Одно из первых зданий в стиле функционализма в Эстонии. С годами здание дополнялось пристройками и надстройками. 
С 2018 года реновированное здание является одним из учебных корпусов Эстонской академии художеств.